# Augustyn Michal Stefan Radziejowski
Augustyn Michal Stefan kardinal Radziejowski, poljski rimskokatoliški duhovnik, škof in kardinal, * 3. december 1645, Poznan, † 11. oktober 1705, Gdansk.

## Življenjepis
23. septembra 1680 je bil imenovan za škofa Warmie; 26. januarja 1686 je prejel škofovsko posvečenje.
2. septembra 1686 je bil povzdignjen v kardinala.
17. maja 1688 je bil imenovan za nadškofa Gniezna.
14. novembra 1689 je bil postavljen za kardinal-duhovnika S. Maria della Pace.